# Sacha Guitry

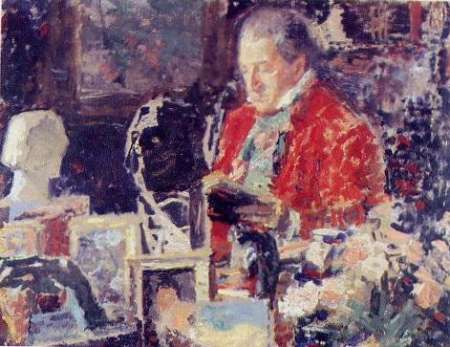
Retrat de Sacha Guitry al seu despatx de l'avinguda d'Elisée-Reclus, el 1942, per Léon Gard (col·lecció d'André Bernard)

Sacha Guitry, de nom complet Alexandre Georges-Pierre Guitry (Sant Petersburg, 21 de febrer de 1885 - París, 24 de juliol de 1957), fou un actor, dramaturg, director de teatre i cineasta. Autor dramàtic molt prolífic, va escriure més de cent obres de teatre i en va fer, ell mateix, l'adaptació cinematogràfica d'algunes d'elles. Intèrpret de la gairebé totalitat dels seus films.

## Obra dramàtica
- 1905: Le K.W.T.Z.
- 1906: Nono, Chez les Zoaques
- 1907: La Clef
- 1908: Petite Hollande
- 1911: Le Veilleur de nuit
- 1912: La Prise de Berg-Op-Zoom
- 1914: La Pèlerine écossaise, Deux couverts
- 1915: La jalousie
- 1916: Faisons un rêve, Jean de La Fontaine (comèdies en quatre actes)
- 1917: Un soir quand on est seul (comèdia en un acte i en vers lliure), Chez la reine Isabeau (comèdia en un acte), L'Illusioniste (comèdia en tres actes)
- 1918: Deburau (comèdia en quatre actes i un pròleg en vers lliure), La Revue de Paris (revista en quatre actes; amb la col·laboració d'Albert Willemetz)
- 1919: Pasteur (obra en cinc actes), Le mari, la femme et l'amant, Mon père avait raison (comèdies en tres actes)
- 1920: Béranger (comèdia en tres actes i un pròleg), Je t'aime (comèdia en cinc actes), Comment on écrit l'histoire (comèdia en dos actes)
- 1921: Le comédien (comèdia en quatre actes), Le Grand-Duc (comèdia en tres actes), Jacqueline (obra en tres actes, inspirada en la novel·la Morte la bête d'Henri Duvernois)
- 1922: Chez Jean de La Fontaine (un acte en vers), Une petite main qui se place (comèdia en tres actes i un epíleg), Le Blanc et le Noir (comèdia en quatre actes)
- 1923: Un sujet de roman (obra en quatre actes), L'Amour masqué (comèdia musical en tres actes), Un phénomene, Le Lion et la Poule (comèdia en tres actes), L'Accroche-coeur (comèdia en set actes)
- 1925: Mozart (comèdia musical en tres actes)
- 1927: Désiré
- 1934: Le nouveau testament
- 1936: Le Mot de Cambronne
- 1937: Quadrille
- 1939: Une paire de gifles, Une lettre bien tapée (comèdies en un acte)
- 1940: L'École du mensonge (comèdia en un acte), Cigales et fourmis (apropòsit en un acte), Le Bien-Aimé (comèdia en tres actes i en diversos quadres)
- 1942: N'écoutez pas, mesdames

## Filmografia

### Cinema
Totes les pel·lícules (excepte comentari) com a director, guionista, dialoguista i actor.
- 1914: Oscar rencontre Mlle. Mamageot
- 1915: Ceux de chez nous
- 1922: Une petite main qui se place
- 1926: Camille
- 1934: Dîner de gala aux ambassadeurs (curt)
- 1935: Pasteur
- 1935: Bonne chance!
- 1936: Le Nouveau Testament[2]
- 1936: Le Roman d'un tricheur
- 1936: Mon père avait raison
- 1936: Faisons un rêve
- 1937: Le Mot de Cambronne (mig metratge)
- 1937: Désiré
- 1937: Les Perles de la Couronne[3]
- 1938: Quadrille
- 1938: Remontons les Champs-Élysées[4]
- 1939: Ils étaient neuf célibataires
- 1941: Le Destin fabuleux de Désirée Clary[5]
- 1942: La Loi du 21 juin 1907 (curt)
- 1943: Donne-moi tes yeux
- 1943: La Malibran
- 1944: De Jeanne d'Arc à Philippe Pétain
- 1947: Le Comédien
- 1948: Le Diable boiteux
- 1949: Aux deux colombes
- 1949: Toâ
- 1950: Tu m'as sauvé la vie
- 1950: Le Trésor de Cantenac
- 1951: Deburau
- 1951: La Poison
- 1952: Je l'ai été trois fois
- 1953: La Vie d'un honnête homme
- 1953: Si Versalles s'expliqués (Si Versailles m'était conté..)]
- 1955: Napoléon
- 1955: Si Paris nous était conté
- 1957: Assassins et Voleurs
- 1957: Les trois font la paire[6]

## Traduccions al català
- Visquem un somni. (Faisons un rêve). Traducció de Joan Oliver